# XIIe congrès du Parti communiste français
Le XIIe congrès du PCF s'est tenu à Gennevilliers du 2 au 6 avril 1950.

## Résolutions
- Participation active à la campagne de signatures pour l'interdiction de la bombe atomique (« Appel de Stockholm »).
- Développer l'action de masse contre la manipulation, le transport et les fabrications de guerre.
- Diffuser largement le programme en onze points du secrétaire général.

## Membres de la direction

### Bureau politique
- Titulaires : Maurice Thorez, Jacques Duclos, André Marty, Marcel Cachin, François Billoux, Charles Tillon, Raymond Guyot, Étienne Fajon, Léon Mauvais, Waldeck Rochet

- Suppléants : Laurent Casanova, Victor Michaut, Auguste Lecœur, Jeannette Vermeersch

### Secrétariat
- Secrétaire général : Maurice Thorez
- Secrétaires : Jacques Duclos, André Marty, Auguste Lecœur

## Débats
Les membres du comité central des 8 au 9 juillet 1948, mais qui ne se sont pas associés à la condamnation de Tito, comme la résistante Mounette Dutilleul, qui a par ailleurs été témoin à l'été 1940 des démarches pour la reparution de l'Humanité, ou pour la réoccupation des mairies en région parisienne par le Parti communiste français, ne sont pas réélus lors de ce congrès qui voit l'éviction d'autres suspects de « titisme ».